# Yxskaftkälen
Yxskaftkälen is een Småort in de gemeente Strömsund, gelegen in Jämtlands län in het noorden van Zweden. Het dorpje werd gesticht in 1758. Er wonen circa 90 mensen. De plaats ligt een paar kilometer van de E45 af en is alleen te bereiken via zandwegen.
In dit dorp is het Lusthuset gevestigd met onder andere de grootste openlucht-miniatuurtreinbaan van Noord-Scandinavië.